# Bear Bluff (Wisconsin)
Bear Bluff es un pueblo ubicado en el condado de Jackson en el estado estadounidense de Wisconsin. En el Censo de 2010 tenía una población de 138 habitantes y una densidad poblacional de 0,95 personas por km².

## Geografía
Bear Bluff se encuentra ubicado en las coordenadas 44°12′36″N 90°21′38″O / 44.21000, -90.36056. Según la Oficina del Censo de los Estados Unidos, Bear Bluff tiene una superficie total de 145.59 km², de la cual 137.76 km² corresponden a tierra firme y (5.37%) 7.82 km² es agua.

## Demografía
Según el censo de 2010, había 138 personas residiendo en Bear Bluff. La densidad de población era de 0,95 hab./km². De los 138 habitantes, Bear Bluff estaba compuesto por el 95.65% blancos, el 0% eran afroamericanos, el 2.9% eran amerindios, el 0% eran asiáticos, el 0% eran isleños del Pacífico, el 1.45% eran de otras razas y el 0% pertenecían a dos o más razas. Del total de la población el 1.45% eran hispanos o latinos de cualquier raza.